# フォルカー・ハイン
フォルカー・ハイン（独: Volker Heyn、1938年 - ）は、ドイツの現代音楽の作曲家。

## 略歴
カールスルーエ生まれ。1994年に京都を訪れ、日本初の個展が行われた。